# مالاولی
مالاولی (به انگلیسی: Malavalli) یک منطقهٔ مسکونی در هند است که در بخش ماندیا واقع شده‌است. مالاولی ۳۷٬۶۰۱ نفر جمعیت دارد و ۶۱۰ متر بالاتر از سطح دریا واقع شده‌است.